# Nothobranchius kiyawensis
Nothobranchius kiyawensis – gatunek ryby z rodziny Nothobranchiidae i rzędu karpieńcokształtnych. Występuje w Afryce: Gambia, Mali, Niger, Nigeria, Burkina Faso, Czadzie i Kamerunie. Jego zasięg rozciąga się na południe do Ghany. Znany tylko z kilku odrębnych populacji. Osiąga do 4,5 cm długości. Trudny do utrzymania w akwarium.